# Virtuozzo (société)
Virtuozzo est une société de logiciels qui développe des logiciels de virtualisation et de gestion de cloud pour les fournisseurs de cloud computing, les fournisseurs de services gérés et les fournisseurs de services d'hébergement Internet. Le logiciel de la société permet aux fournisseurs de services d'offrir une infrastructure en tant que service, un conteneur en tant que service, une plate-forme en tant que service, Kubernetes en tant que service, WordPress en tant que service et d'autres solutions.

## L'histoire
La société a été fondée sous le nom de SWsoft en 1997, qui a lancé en 2000 une technologie de conteneur de virtualisation au niveau du système d'exploitation disponible dans le commerce. En 2003, SWsoft a acquis les fabricants des produits d'hébergement Web Confixx et Plesk. En 2004, SWsoft a acquis Parallels, Inc. En 2005, la société a ouvert sa technologie de virtualisation au niveau du système d'exploitation sous le nom d'OpenVZ. En 2007, SWsoft a annoncé qu'il avait changé son nom en Parallels et distribuerait ses produits sous le nom de Parallels,.
En décembre 2015, Virtuozzo a été séparé de Parallels pour devenir une entreprise autonome. En mai 2016, Virtuozzo a annoncé son intention de rejoindre l'Open Container Initiative.
En 2021, Virtuozzo a acquis OnApp et Jelastic,.

## Liste des produits

### Produits open source
- OpenVZ est une technologie de virtualisation au niveau du système d'exploitation pour Linux
- VzLinux est une distribution Linux basée sur le code source de Red Hat Enterprise Linux (RHEL)
- CRIU est un outil logiciel utilisé pour geler et restaurer les applications Linux en cours d'exécution
- P.Haul - Mécanisme basé sur Python au-dessus de CRIU, destiné à la migration en direct des conteneurs et des processus touchant la mémoire à l'intérieur.

Virtuozzo contribue à d'autres projets open source, notamment le noyau Linux, Libvirt, KVM, Docker, QEMU, LXC, runc/libcontainer et Libct.